# 珀維斯冰川
54°6′S 37°10′W / 54.100°S 37.167°W
珀維斯冰川（德語：Purvis-Gletscher），是南極洲的冰川，位於南喬治亞島北岸，最終注入波塞申灣西部，由德國探險隊繪入地圖，現時由英國海外領土管轄。